# Azzurro 1986
La quinta edizione di Azzurro si è tenuta al Teatro Petruzzelli di Bari durante la primavera del 1986. È stata trasmessa su Italia 1 in cinque puntate, di cui due pomeridiane e tre serali.
La conduzione era affidata a Ramona Dell'Abate, Licia Colò, Gabriella Golia, Paola Perego, Marta Flavi, Linda Lorenzi e Susanna Messaggio, con la partecipazione del patron della manifestazione Vittorio Salvetti.
Sigla della trasmissione era Fourth Rendez Vous di Jean-Michel Jarre.

## Squadre partecipanti e classifica finale

### Delfini
Capitana: Paola Perego; voti: 1 085
- Tracy Spencer – Run to Me
- Mental As Anything – You're So Strong
- Sandy Marton – Modern Lovers
- Via Verdi – Diamond
- Taffy – Once More

### Gabbiani
Capitana: Linda Lorenzi; voti: 1 029
- Matia Bazar – Ti sento
- Secret Service – When the Night Closes In
- Erasure – Oh l'amour
- Zucchero Fornaciari – Rispetto
- Bronski Beat – C'mon, C'mon

### Cigni
Capitana: Licia Colò; voti: 1 020
- Kissing the Pink – One Step
- Scialpi – In solitudine
- Hong Kong Syndikat – Too Much
- Valerie Dore – Lancelot
- Leo Sayer – Unchained Melody

### Scoiattoli
Capitana: Susanna Messaggio; voti: 1 015
- Den Harrow – Charleston
- Picnic at the Whitehouse – We Need Protection
- Carrara – S.O.S. Bandido
- Loredana Bertè – Fotografando
- Drum Theatre – Living in the Past

### Gazzelle
Capitana: Marta Flavi; voti: 957
- Katrina & The Waves – Is That It?
- Baltimora – Living in the Background
- Joe Cocker – Don't You Love Me Anymore?
- Linda Wesley – Wild on the Isle
- Limahl – Love in Your Eyes

### Farfalle
Capitana: Gabriella Golia; voti: 894
- Michael Cretu – Gambit
- Linda Di Franco – My Boss
- The Fixx – Secret Separation
- Sandra – Little Girl
- Dream Academy – The Love Parade

## Ospiti
- I Gatti di Vicolo Miracoli
- Celeste